# Borberg (Kirchberg)

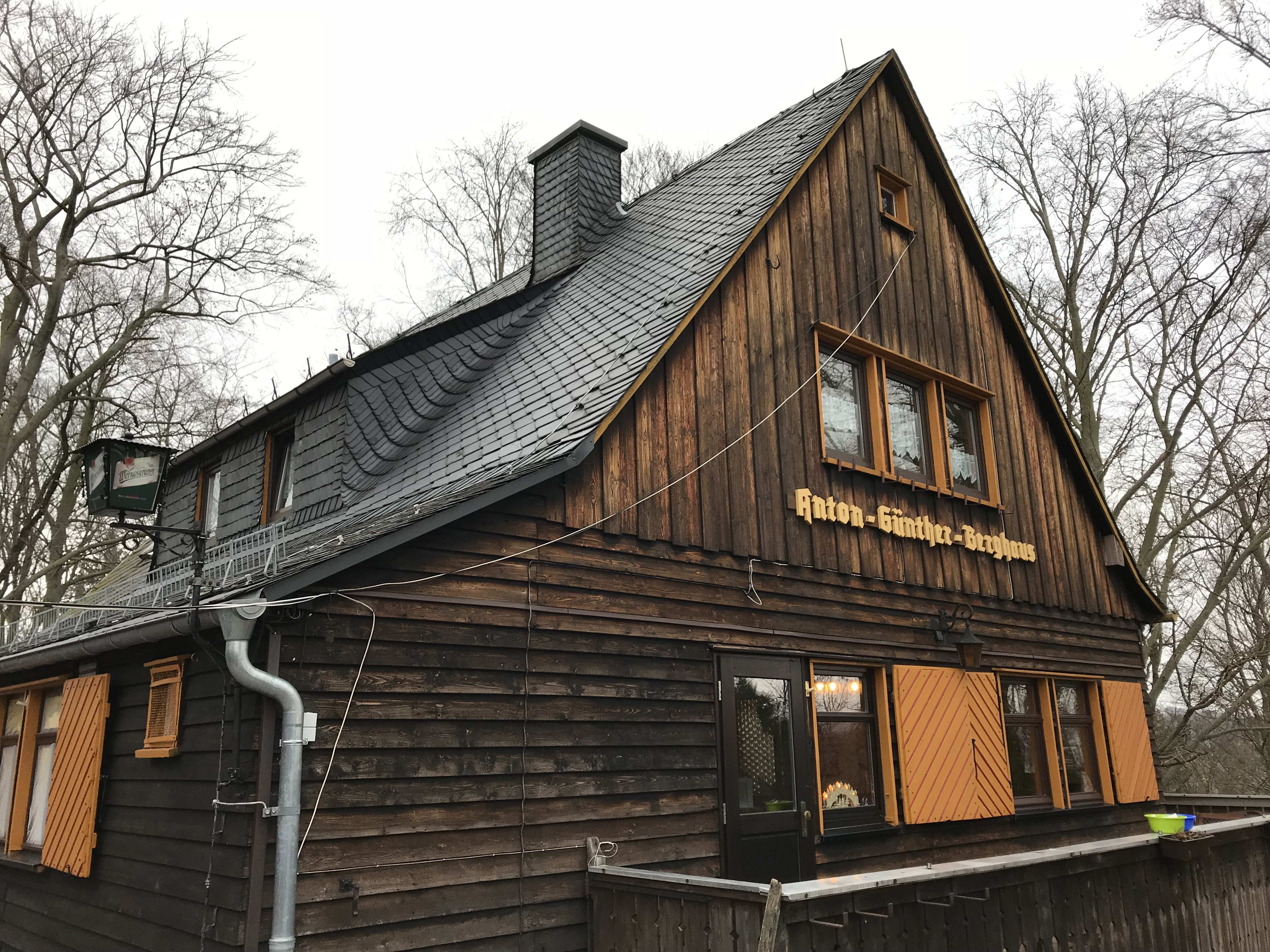
Anton-Günther-Berghaus auf dem Borberg

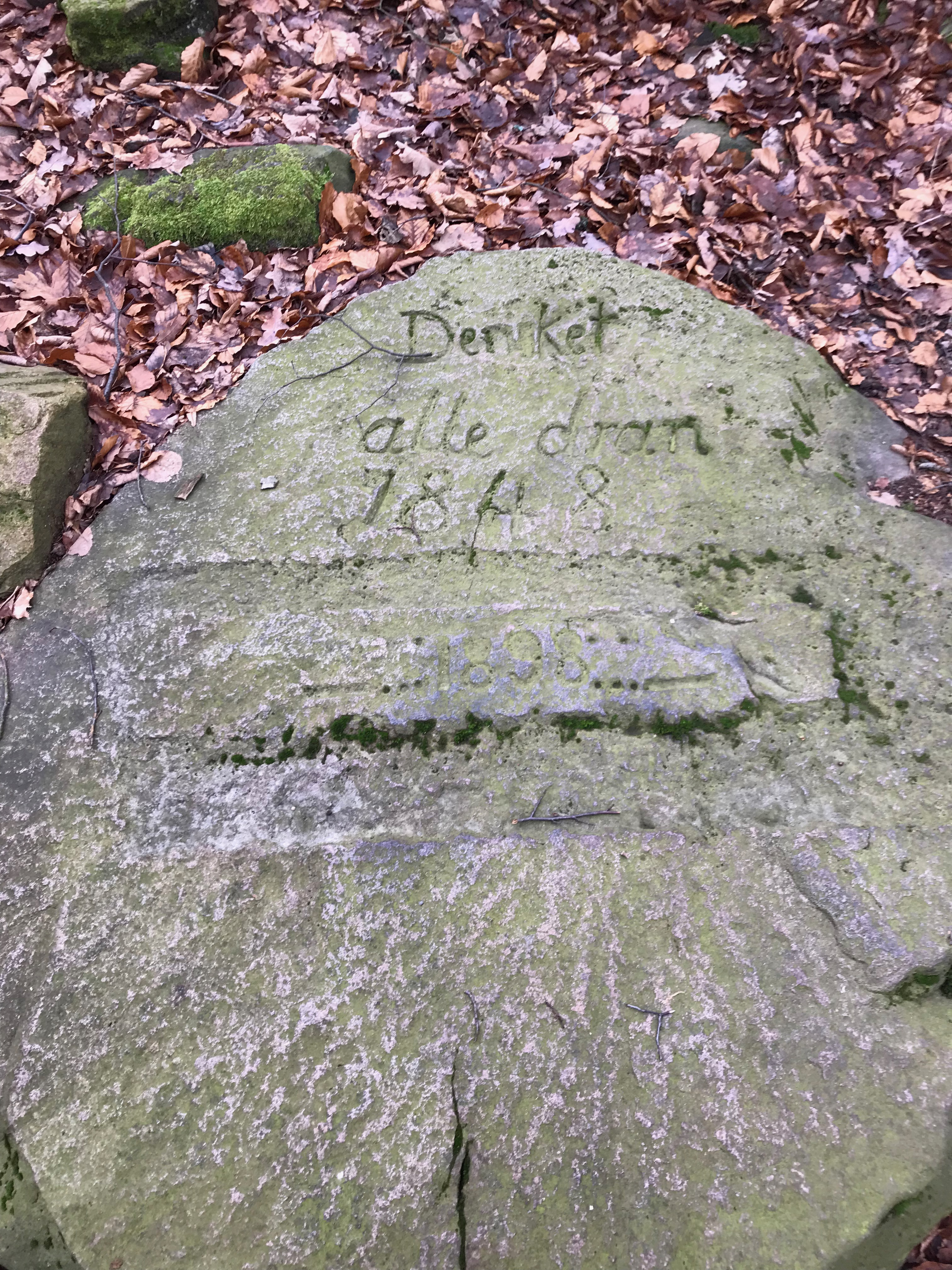
Gedenkstein auf dem Borberg

Der Borberg ist ein 434,6 m ü. NHN hoher Berg im Westerzgebirge bei Kirchberg im sächsischen Landkreis Zwickau und das beliebteste Ausflugsziel dieser Stadt. Auf dem Gipfelplateau befindet sich das Anton-Günther-Berghaus, der Borbergturm und ein Denkmal für die Deutsche Revolution 1848/1849.

## Aussichtsturm
Ein erster Aussichtsturm wurde 1882 von dem Baumeister Theodor Dalbazzi errichtet. Nach einem Besuch des Königs Albert von Sachsen im Jahre 1883 erhielt der Turm den Namen König-Albert-Turm. Der Turm wurde 1945 durch eine Panzergranate zerstört.
Der in den 1950er-Jahren aus Natursteinen errichtete neue Aussichtsturm wird als Borbergturm bezeichnet. Er ist kreisförmig und hat 53 Stufen. Von 1986 bis 2006 war der Turm aufgrund seiner baufälligen Treppe gesperrt. Nach der 2006 erfolgten Sanierung wurden Spenden in Höhe von 12.100 Euro gesammelt, um den Turm zu erhöhen, was jedoch nicht genehmigt wurde. Das gesammelte Geld wurde deshalb 2016 dafür eingesetzt, das Bauwerk mittels Sandstrahlen von losen Partikeln zu befreien, die Steine des Turmes neu zu verfugen und die Blitzschutzanlage zu verbessern, was insgesamt 17.500 Euro kostete.
Über dem Turmeinstieg befindet sich die „König-Albert-Gedenktafel“, die auch die Geschichte des Turmes beschreibt.

## Gasthaus
Das holzverbretterte Anton-Günther-Berghaus wurde 1938 vom Erzgebirgsverein erbaut und ist bewirtschaftet mit regelmäßigen Öffnungszeiten. Es verfügt über einen Bruchsteinsockel, eine Aussichtsterrasse, Fensterläden und ein verschiefertes Satteldach mit Schleppgaube. 2005 wurde das Gasthaus teilsaniert.

## Gedenkstein
Der Gedenkstein besteht aus einem behauenen Granitquader mit der Inschrift „Denket alle dran - 1848“.

## Denkmalschutz
Der Aussichtsturm auf dem Borberg und das Gasthaus sowie der Gedenkstein stehen als orts- und touristikgeschichtlich bedeutend unter Denkmalschutz (unter der Nummer 08963419).

## Burgstall Borberg (Kirchberg)
Auf dem Gipfel des Borberges befindet sich knapp unterhalb von Aussichtsturm und Anton-Günther-Berghaus eine in den Felsen geschlagene Zisterne. Sie kündet als einziges Überbleibsel von einer Höhenburg, die im Mittelalter hier bestanden haben muss. Urkundliche Belege zur Burg gibt es keine. Wer sie erbaute, ist unbekannt.
Sicher aber erfolgte dies im Rahmen der Besiedlung des Erzgebirges im 12./13. Jahrhundert.
Ein Burgstall ist eine abgegangene Burg, von der es also kaum Überreste gibt.

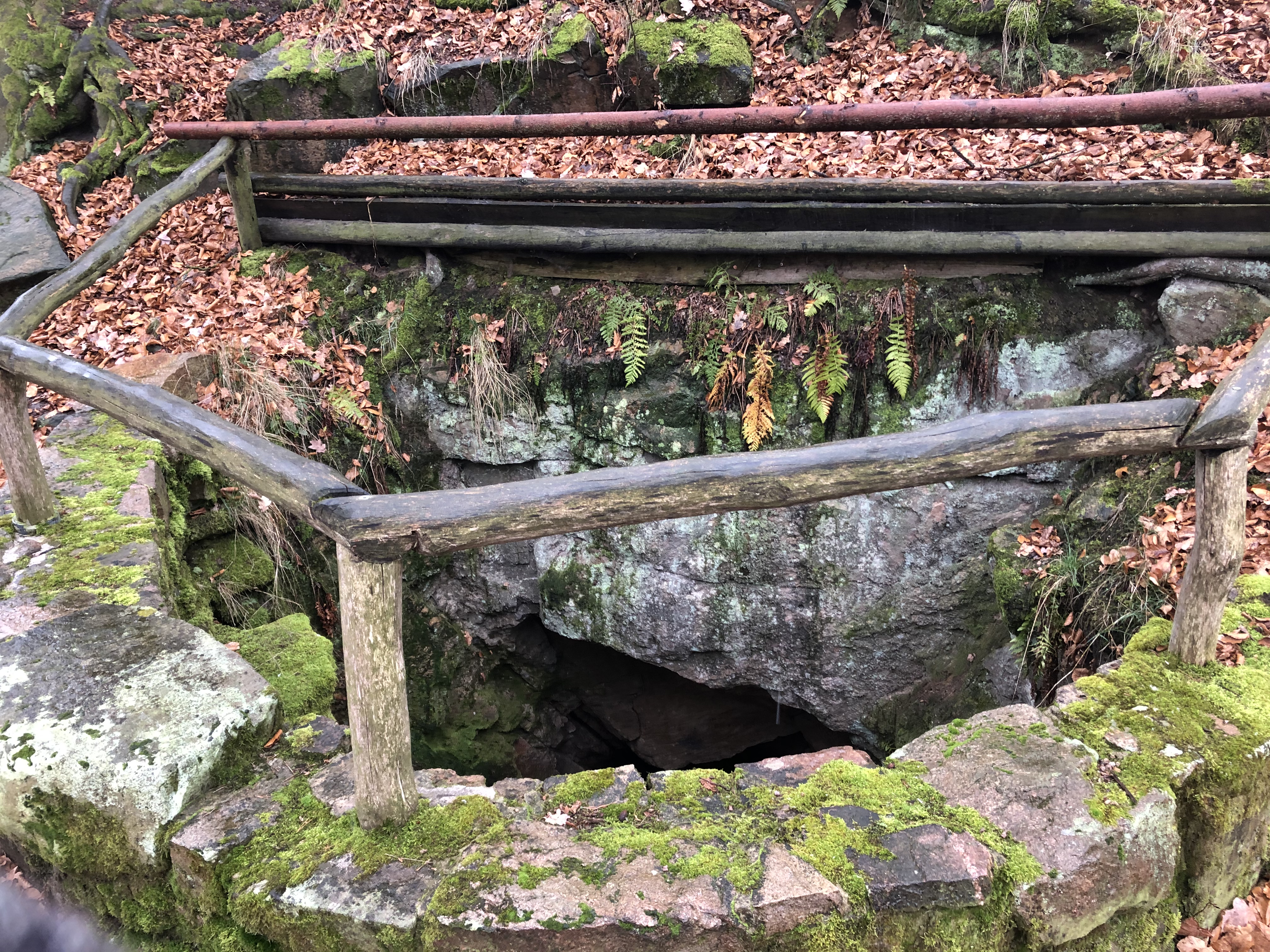
Zisterne
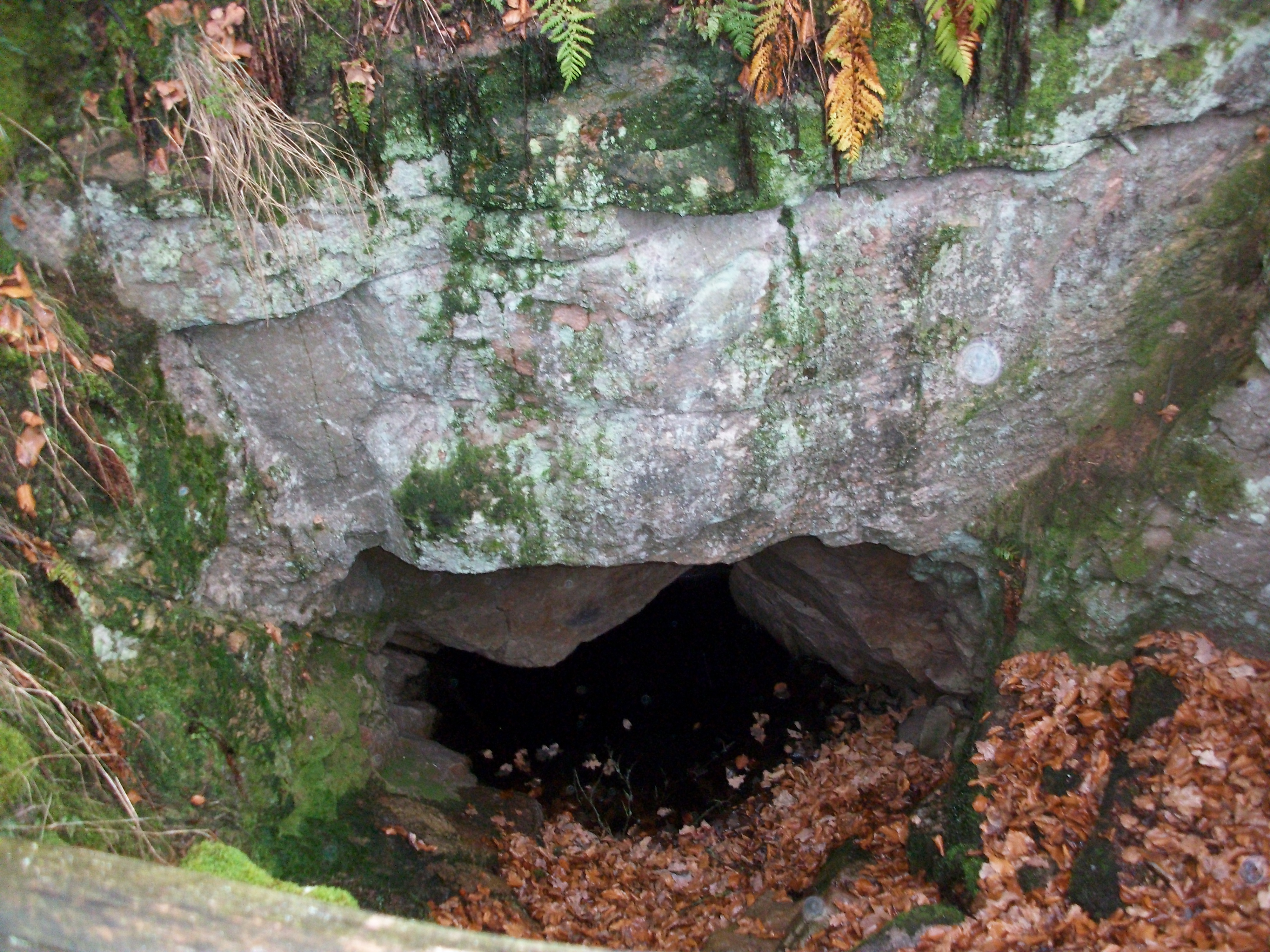
Blick in die Zisterne
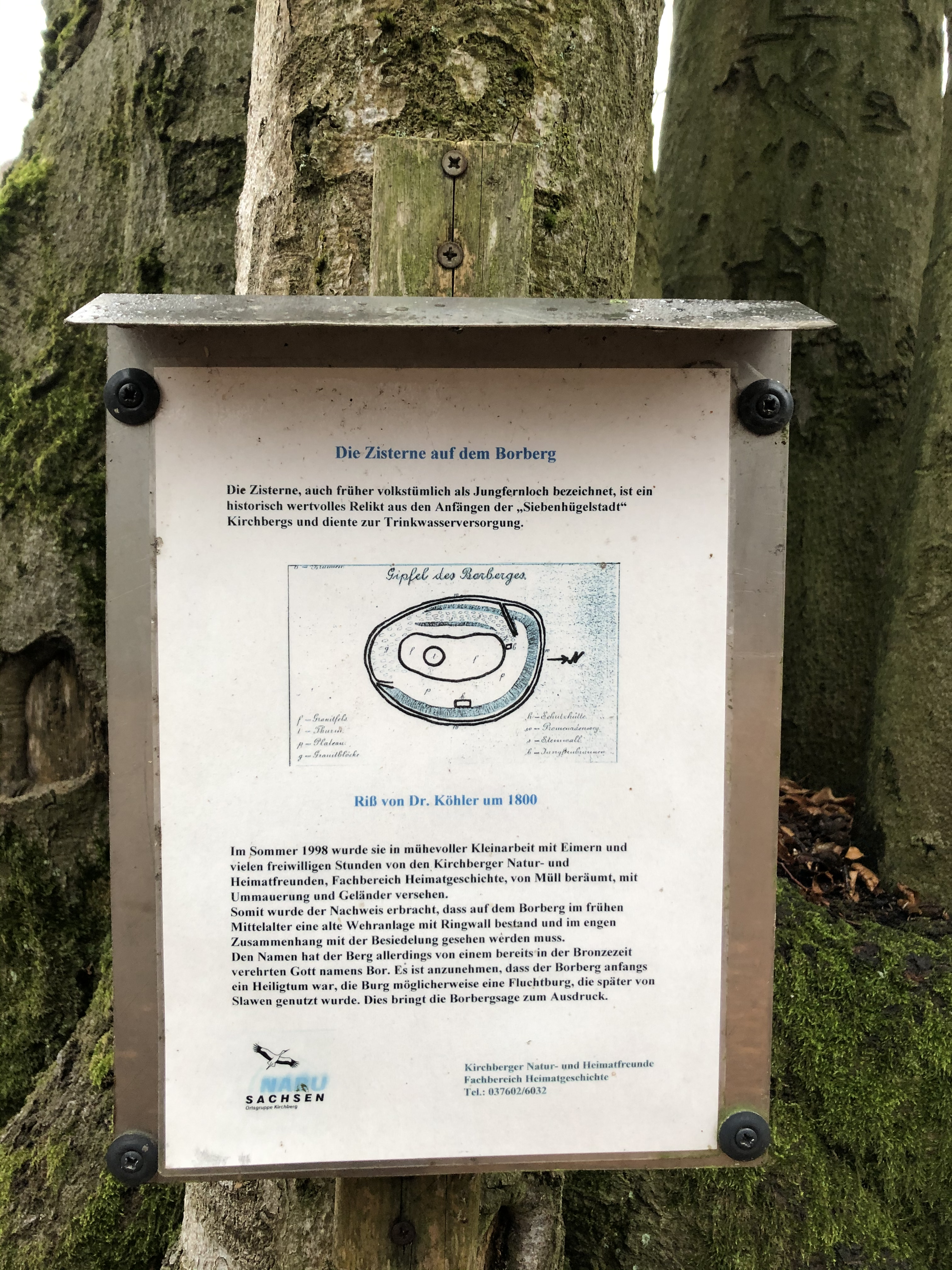
Infotafel

## Sonstiges
In Kirchberg gibt es ein Wohngebiet mit der Bezeichnung Am Borberg.